# Kopilovi
Kopilovi (en serbe cyrillique : Копилови) est un village de Bosnie-Herzégovine. Il est situé dans la municipalité de Foča, République serbe de Bosnie.
Kopilovi, également connu sous le nom de Donji Kopilovi, est situé sur les bords de la Drina.